# Sangoma
Nella cultura tradizionale dei popoli Nguni (Xhosa, Zulu, Ndebele e Swazi), un sangoma è una sorta di sciamano, esperto di magia, medicina tradizionale e divinazione. In alcune culture, il termine viene usato in senso più specifico; per gli Xhosa, per esempio, un "sangoma" si occupa di magia e divinazione, mentre la conoscenza degli usi medicinali delle erbe è associata a una figura distinta detta ixwhele.

## Il richiamo degli antenati
La figura del sangoma è legata al culto degli antenati. Un sangoma è una persona (uomo o donna) che è stata "chiamata" dagli spiriti degli antenati ad assolvere questo ruolo speciale nella società. Sottrarsi al richiamo degli antenati è causa di sventura, e in particolare conduce tipicamente alla malattia mentale o fisica.
Lo stesso richiamo degli antenati si presenta nella forma di una "malattia di iniziazione"; come una forte emicrania. Questa malattia iniziale viene curata attraverso un periodo di addestramento e purificazione chiamato thwasa, in cui il chiamato dovrà imparare l'umiltà verso gli antenati, lavarsi nel sangue di animali sacrificati, e fare uso di speciali medicinali chiamati muti. Nello stesso tempo inizierà un periodo di apprendistato presso un sangoma anziano, spesso svolgendo mansioni umili per la comunità. Il percorso di addestramento dura anni, prevede una serie di riti di passaggio, in cui viene solitamente sacrificato un animale (per esempio un pollo, una capra o una mucca), il cui sangue viene usato per rafforzare il legame spirituale fra il sangoma e gli antenati.

## Il ruolo dei sangoma nella società
I sangoma svolgono il ruolo di guaritori in molte tradizioni. La loro medicina incorpora molte conoscenze sulle proprietà curative delle erbe naturali, ma si basa soprattutto sull'idea della protezione che gli antenati possono concedere ai viventi malati. La medicina dei sangoma, olistica e simbolica, non si usa solo per combattere la malattia fisica; serve anche a guarire gli attriti sociali e le difficoltà spirituali dell'individuo.
Per via della loro funzione di intermediari fra gli antenati e i viventi, i sangoma possono essere chiamati a svolgere moltissimi ruoli specifici: possono prevedere il futuro (e quindi essere chiamati a consigliare i potenti), curare i mali della società, dirigere i rituali religiosi, trovare il bestiame perduto, proteggere i guerrieri, annullare i malefici; inoltre, sono i depositari di tutte le conoscenze del loro popolo; della storia, della cosmologia e dei miti. Attraverso il rispetto e la deferenza verso i sangoma, il villaggio mostra deferenza verso gli antenati, ingraziandoseli e allontanando la minaccia della loro ira, che si manifesta attraverso la malattia e altre sventure.

## Rituali e pratiche
I sangoma operano in una tenda sacra chiamata Ndumba, in cui si pensa che risiedano gli antenati. Indossano abiti di diverso colore a seconda degli antenati a cui si rivolgono; spesso tengono nei capelli la cistifellea della capra che è stata sacrificata nella loro cerimonia conclusiva del loro percorso di addestramento. Invocano gli antenati bruciando una pianta chiamata imphepho, danzando, cantando, e suonando il tamburo.
A scopo divinatorio e per ottenere consigli dagli antenati i sangoma usano soprattutto tre tecniche: la possessione, il lancio di ossicini, e l'interpretazione dei sogni. Nel primo caso, il sangoma entra in uno stato di trance (favorito soprattutto dal suono del tamburo); durante la trance, gli antenati parlano direttamente attraverso il sangoma. Nella tecnica della divinazione con le ossa (che in effetti prevede anche l'impiego di altri piccoli oggetti come semi o conchiglie), il sangoma sceglie gli oggetti da lanciare in funzione del tipo di consiglio che intende chiedere; le ossa di iena, per esempio, forniscono informazioni su oggetti rubati (la iena viene infatti identificata con un ladro).
I medicinali fabbricati dai sangoma (i muti) sono fatti di erbe o di sostanze di origine animale, spesso con evidenti significati simbolici (per esempio, il grasso di leone serve a dare coraggio al paziente). A seconda della loro composizione, i muti possono essere bevuti, fumati, inalati, usati per lavarsi, strofinati sul corpo, usati per fare clisteri, o strofinati su una incisione fatta appositamente dal sangoma con un rasoio.

## Medicina tradizionale sangoma e scienza
La medicina ufficiale ha mostrato nel tempo un certo interesse per le conoscenze sulle proprietà delle erbe proprie della tradizione dei sangoma. La sanità pubblica del Sudafrica e di altri paesi considera i sangoma una presenza in qualche modo positiva persino rispetto alla lotta all'HIV. Occorre anche considerare che in Sudafrica i sangoma sono molto più numerosi dei medici di tipo occidentale, e che l'80% della popolazione si rivolge prima (o solo) ai sangoma.
Nonostante un certo interesse, la medicina ufficiale ha anche espresso numerose riserve sull'attività di alcuni sangoma, in particolare facendo pressioni affinché questo tipo di pratica venga regolamentata per evitare abusi e per limitare i danni che possono seguire da alcune sue applicazioni. Per esempio, da tempo le istituzioni sudafricane fanno pressioni per convincere i sangoma a non usare lo stesso rasoio per incidere diversi pazienti nelle zone con alti livelli di HIV, o a evitare l'applicazione di clisteri a pazienti con seri problemi gastrointestinali.